# Hangsor
Hangsor vagy skála alatt valamely dallam magasságuk szerint sorba rendezett hangjait értjük; a hangokat fokoknak nevezzük. A hangsorokat többféleképpen is csoportosíthatjuk.
Vannak modális hangsorok – ezek hétfokúak és görög elnevezésük van. Léteznek diatonikus hangsorok is – ezek két foktól egészen hét fokig terjedhetnek, és a hangok egymás mellettiek. Az diatonikus hangsorok -chord, míg az ugrást (szekund távolságnál nagyobb hangközt) tartalmazó, azaz nem diatonikus hangsorok -ton végződést kapnak; ezeket a fokok számának görög elnevezéséhez kell csatolni. Ily módon a különböző hangsorok elnevezései:
| Fokszám:          | 2       | 3        | 4          | 5          | 6         | 7          |
| Hangsor típusa:   | 2       | 3        | 4          | 5          | 6         | 7          |
| diatonikus        | bichord | trichord | tetrachord | pentachord | hexachord | heptachord |
| ugrást tartalmazó | biton   | triton   | tetraton   | pentaton   | hexaton   | –          |
| ----------------- | ------- | -------- | ---------- | ---------- | --------- | ---------- |

Egy másik csoportosítás szerint dúr és moll jellegük alapján is megkülönböztetőek a hangsorok. A kis terccel induló hangsorokat moll, míg a nagy terccel kezdődőeket dúr jellegű hangsoroknak nevezzük.
Mivel a skála nyolcadik hangja (hétfokú hangsoroknál) ugyanaz, mint az első hangja, csak egy oktávval (nyolc hanggal) magasabban, első foknak jelöljük.
A funkciós harmonizálásban a skála alaphangját (első hangját) tonikának (jele: T), az ötödik hangját dominánsnak (jele: D), az alulról ötödik hangját (azaz felfelé számolva a negyediket) szubdominánsnak (jele: S) nevezzük.
A hétfokú modális rendszer hangsorai (ún. modusok) az alaphang szerint:
- ion vagy dúr (dó-sor)
- dór (ré-sor)
- fríg (mi-sor)
- líd (fá-sor)
- mixolíd (szó-sor)
- eol vagy természetes moll (lá-sor)
- lokriszi (ti-sor)

## Hangsorok képi és hangos megjelenítése
| dúr (ion) hallhatóan                             | természetes moll (eol) hallhatóan                | harmonikus moll hallhatóan         | cigány-moll hallhatóan               | dallamos moll hallhatóan  |
| dór hallhatóan                                   | fríg hallhatóan                                  | líd hallhatóan                     | mixolíd hallhatóan                   | lokriszi hallhatóan       |
| kromatikus hallhatóan                            | egészhangú skála hallhatóan                      | dúr-pentaton hallhatóan            | moll-pentaton hallhatóan             | alterált skála hallhatóan |
| szűkített hangsor, egész–fél változat hallhatóan | szűkített hangsor, fél–egész változat hallhatóan | spanyol–zsidó hanglétra hallhatóan | cigány-dúr / arab hangsor hallhatóan | mi seberach hallhatóan    |

A félhangokból építkező kromatikus skála: 
A C-dúr skála (C, D, E, F, G, A, H, C): 